# Trastuzumab
El trastuzumab (comercializado con la marca Tuzdal® por Roemmers y Herceptin® por Roche) es un anticuerpo monoclonal humanizado semejante a los anticuerpos que produce el organismo de forma natural para protegerse de las infecciones por virus y bacterias. Los anticuerpos monoclonales son proteínas que reconocen específicamente y se unen a otras proteínas únicas del organismo llamadas antígenos. El trastuzumab se une selectivamente al receptor de tipo 2 del factor de crecimiento epidérmico humano (HER2). El HER2 se sobrexpresa en la superficie de algunas células cancerosas y estimula la proliferación de estas células. Cuando el trastuzumab se une al HER2 inhibe la proliferación de estas células.
El trastuzumab es un producto biotecnológico producido en células de ovario de hámster chino (CHO) en cultivo.

## Farmacología
El trastuzumab es un anticuerpo monoclonal humanizado IgG1 contra el receptor 2 del receptor del factor de crecimiento epidérmico humano (HER2) La sobrexpresión de HER2/neu se observa en el 20-30% de los cánceres de mama primarios. Los estudios indican que los pacientes cuyos tumores sobreexpresan HER2 tienen una supervivencia libre de enfermedad más corta si se compara con los pacientes cuyos tumores no sobreexpresan HER2. El dominio extracelular del receptor (ECD, p105) puede liberarse en la circulación sanguínea y ser medido en muestras de suero.
Se ha demostrado que el trastuzumab inhibe la proliferación de células humanas tumorales que sobreexpresan HER2, tanto in vitro como in vivo. Además, el trastuzumab es un potente mediador de la citotoxicidad celular dependiente de anticuerpos (ADCC). Se ha demostrado in vitro que la ADCC mediada por el trastuzumab se ejerce preferentemente sobre células que sobrexpresan HER2 si se compara con células cancerosas que no sobrexpresan HER2.

## Diagnóstico de la sobreexpresión o amplificación del gen HER2
El trastuzumab debe emplearse únicamente en pacientes cuyos tumores sobreexpresen la proteína HER2 o presenten amplificación del gen HER2, según se haya determinado mediante un método exacto y validado. La sobreexpresión de HER2 puede evaluarse por técnicas inmunohistoquímicas (IHC) en bloques tumorales fijados (ver 4.4). La amplificación del gen HER2 puede detectarse usando hibridación in situ con sondas fluorescentes (FISH) o hibridación in situ con sondas cromogénicas (CISH) de bloques tumorales fijados. Los pacientes se elegirán para ser tratados con Herceptin si muestran fuerte sobreexpresión de HER2, descrita como una calificación 3+ por la IHC o como resultado positivo por FISH o CISH.
Para asegurar resultados exactos y reproducibles, la prueba debe ser realizada en un laboratorio especializado que pueda garantizar la validación de los procedimientos de valoración.
El sistema de valoración recomendado para evaluar los patrones de tinción por IHC es el siguiente:
| Intensidad de tinción | Patrón de tinción                                                                           | Sobreexpresión de HER2 |
| --------------------- | ------------------------------------------------------------------------------------------- | ---------------------- |
| 0                     | No se observa tinción o la tinción de membrana se observa en <10 % de las células tumorales | Negativo               |
| 1+                    | Ligera/levemente perceptible, tinción de membrana en >10 % de las células tumorales         | Negativo               |
| 2+                    | Tinción completa de la membrana débil a moderada en >10 % de las células tumorales          | Débil a Moderada       |
| 3+                    | Tinción completa de la membrana de moderada a fuerte en >10 % de las células tumorales      | Moderada a fuerte      |

En general, el resultado se considera positivo por FISH si la relación entre el número de copias del gen HER2 por célula tumoral es mayor o igual a 2 veces el número de copias del cromosoma 17 o bien que el número de copias del gen HER2 por célula tumoral sea mayor de 4 en el caso de que no se emplee el cromosoma 17 como control.
Por norma general, se considera un resultado positivo por CISH si existen más de 5 copias del gen HER2 por núcleo en más del 50 % de las células tumorales.

## Eficacia
El trastuzumab puede utilizarse para el tratamiento de:
- Cáncer de mama metastásico (CMM): el trastuzumab está indicado para el tratamiento de pacientes con cáncer de mama metastático cuyos tumores sobreexpresen HER2:

a) en monoterapia para el tratamiento de aquellos pacientes que hayan recibido al menos dos regímenes quimioterápicos para su enfermedad metastática. La quimioterapia previa debe haber incluido al menos una antraciclina y un taxano a menos que estos tratamientos no estén indicados en los pacientes. Los pacientes con receptores hormonales positivos también deben haber fracasado al tratamiento hormonal a menos que este no esté indicado.
b) en combinación con paclitaxel para el tratamiento de aquellos pacientes que no hayan recibido quimioterapia para su enfermedad metastática y en los cuales no esté indicado un tratamiento con antraciclinas.
c) en combinación con docetaxel para el tratamiento de aquellos pacientes que no hayan recibido quimioterapia para su enfermedad metastásica.
d) en combinación con un inhibidor de la aromatasa para el tratamiento de pacientes posmenopáusicas con cáncer de mama metastásico y receptor hormonal positivo, que no hayan sido previamente tratadas con trastuzumab
- Cáncer de mama precoz (CMP): el trastuzumab está indicado para el tratamiento de cáncer de mama precoz en pacientes con HER2 positivo después de cirugía, quimioterapia (adyuvante o neoadyuvante) y radioterapia (si aplica)

- Cáncer gástrico: el trastuzumamb asociado a quimioterapia está indicado en el tratamiento del adenocarcinoma gástrico avanzado y del cáncer avanzado de la unión gastroesofágica HER2 positivos. Se usa solamente en pacientes cuyos tumores tengan sobreexpresión de HER2 o amplificación del gen HER2 determinados mediante un método exacto y validado

- Cáncer de esófago (EAC/GEJ): Se han encontrado casos en adenocarcinoma de esófago en la que la expresión del gen ErbB2 se encuentra aumentada y por tanto, se propuso el uso de trastuzumab para este tipo de tumores.[1]

## Efectos Secundarios
Al igual que todos los medicamentos, el trastuzumab puede tener efectos adversos, aunque no todas las personas los sufran. Algunos de estos efectos adversos pueden ser graves y requerir hospitalización.
Durante la administración de una perfusión de trastuzumab pueden darse escalofríos, fiebre y otros síntomas similares a la gripe. Esto es muy frecuente (puede darse en más de 10 pacientes de cada 100) y aparece principalmente en la primera perfusión y son transitorios. Otros síntomas relacionados con la perfusión son: sensación de malestar (náuseas), vómitos, dolor, aumento de la tensión muscular y agitación, dolor de cabeza, mareos, dificultad respiratoria, respiración sibilante (pitos), disminución o aumento de la tensión sanguínea, alteraciones del ritmo cardíaco (palpitaciones, arritmias o latido cardíaco irregular), hinchazón de la cara y labios, enrojecimiento y sensación de cansancio. Estos síntomas pueden ser graves.
Otros efectos adversos pueden presentarse en cualquier momento durante el tratamiento con trastuzumab y no solamente relacionados con la perfusión. A veces se pueden dar problemas en el corazón y éstos pueden ser graves. Estos efectos incluyen debilitamiento del músculo cardíaco que posiblemente pueda provocar insuficiencia cardiaca, así como inflamación de la capa que envuelve el corazón (pericarditis) y alteración del ritmo cardíaco.
Otros efectos adversos muy frecuentes del trastuzumab, que se dieron en más del 10 por ciento de pacientes fueron: diarrea, debilidad, enrojecimiento de la piel, dolor torácico, dolor abdominal, dolor de articulaciones y dolor muscular.
Otros efectos adversos frecuentes del trastuzumab, que se dan en menos del 10 por ciento de los pacientes son: reacciones alérgicas, número anormal de células sanguíneas (anemia, disminución de plaquetas y disminución de glóbulos blancos), estreñimiento, molestias gástricas (dispepsia), infecciones, incluyendo infecciones de vejiga y en la piel, herpes, inflamación del pecho, inflamación del páncreas o del hígado, alteración del riñón, aumento del tono/tensión muscular (hipertonía), temblores, entumecimiento u hormigueo en los dedos de la mano y pies, alteración de las uñas, pérdida de pelo, dificultad para conciliar el sueño (insomnio), sensación de sueño (somnolencia), hemorragias nasales, acné, picores, sequedad de boca y de la piel, sequedad de ojos o lagrimeo, sudor, sentimiento de debilidad y molestias, ansiedad, depresión, alteraciones del pensamiento, mareos, pérdida de apetito, pérdida de peso, alteración del gusto, asma, alteración pulmonar, dolor de espalda, dolor de cuello, dolor de huesos, calambres en las piernas, hemorroides, hematomas y artritis.

## Duración óptima del tratamiento adyuvante con trastuzumab
La duración óptima del tratamiento adyuvante con trastuzumab es actualmente desconocida. Un año de tratamiento es generalmente aceptado como la duración ideal de la terapia basado en la evidencia de un ensayo clínico que demostró la superioridad de un año de tratamiento sobre ninguno. Sin embargo, un pequeño ensayo finlandés también mostró una mejora similar con nueve semanas de tratamiento sobre la ausencia de tratamiento. Debido a la falta de una comparación directa en los ensayos clínicos, no se sabe si una menor duración del tratamiento puede ser tan eficaz (con menos efectos secundarios) que la práctica aceptada actual de tratamiento durante un año. El debate sobre la duración del tratamiento se ha convertido en un tema relevante para muchos creadores de políticas de salud pública debido a los altos costos financieros relacionados con la administración de este tratamiento durante un año. Algunos países con un sistema de salud pública financiados por el contribuyente, tales como Nueva Zelanda, han optado por financiar solo nueve semanas de la terapia adyuvante como consecuencia. Se están realizando ensayos clínicos con la esperanza de responder a esta pregunta comparando directamente la duración de la terapia corta versus larga.

## Contraindicaciones
Pacientes con probada hipersensibilidad al trastuzumab, a las proteínas murinas o a cualquiera de los excipientes. Pacientes con disnea grave en reposo debida a complicaciones de su enfermedad maligna avanzada o que requieran terapia suplementaria con oxígeno.

## Disponibilidad
El trastuzumab es un medicamento de venta bajo receta. Se comercializa en viales monodosis (150 mg de trastuzumab) o multidosis (450 mg de trastuzumab). La solución reconstituida de Herceptin contiene 21 mg/ml de trastuzumab.

## Asociaciones
Los conjugados anticuerpo-fármaco o ADC son utilizados para maximizar el efecto anticanceroso, combina un anticuerpo con un fármaco de quimioterapia.

- Trastuzumab emtansine.
- Trastuzumab deruxtecán.

Es terapia de segunda línea contra el cáncer de mama metastásico HER2-positivo, que se aplica cuando el primer tratamiento no funciona.
En un ensayo participaron 524 pacientes con cáncer de mama metastásico HER2-positivo, reclutadas entre los años 2018 y 2020, en 169 centros de 15 países.